# Canton de Saint-Leu-1
Le canton de Saint-Leu-1 est un ancien canton de l'île de La Réunion, département d'outre-mer français de l'océan Indien. Il se limitait à une fraction de la commune de Saint-Leu.

## Représentation
| Période                                  | Période          | Identité             | Étiquette | Qualité                                                                             |
| ---------------------------------------- | ---------------- | -------------------- | --------- | ----------------------------------------------------------------------------------- |
| Les données manquantes sont à compléter. |                  |                      |           |                                                                                     |
| 1958                                     | 1964             | Mario Hoarau         | PCR       | Maire de Saint-Leu (1945-1959, 1983-1989)                                           |
| 1964                                     | 1982             | Gaston Hoarau        | UDR DVD   |                                                                                     |
| 1982                                     | 1994             | Mario Hoarau         | PCR       | Maire de Saint-Leu (1945-1959, 1983-1989) Président du Conseil régional (1983-1986) |
| 1994                                     | 2001             | Jean-Max Hoarau      | PCR       |                                                                                     |
| 2001                                     | 2008             | Roger-Simon Deguigné | UDF       |                                                                                     |
| 2008                                     | 28 décembre 2010 | Thierry Robert       | MoDem     | Maire de Saint-Leu (2008-2017)                                                      |
| 2 février 2011                           | mars 2015        | Jacqueline Silotia   | MoDem     | Conseillère municipale de Saint-Leu                                                 |

Thierry Robert est élu en octobre 2009 conseiller général du canton de Saint-Leu-2 mais il est en même temps conseiller général du canton de Saint-Leu-1. Il démissionne de son mandat dans ce canton le 28 décembre 2010. Le 2 février 2011, c'est sa suppléante Jacqueline Silotia qui en devient la conseillère générale.